# Funhouse Summer Carnival Tour
A Funhouse Summer Carnival Tour Pink amerikai énekesnő ötödik turnéja. A koncertekkel Funhouse című albumát népszerűsíti Európában. A turné júliusig közel 19 millió dolláros bevételt hozott.

## Háttér
A turnét a szponzor Eventim jelentette be 2009. október 14-én, ezt később Pink hivatalos oldalán is megerősítették. Korábbi sikeres Funhouse turnéja után, az énekesnő újra visszatért Európába, első 'stadionbeli' koncertkörútjára. Egy interjú során elmondta, lesz új dallista, de kevesebb akrobatikus elem várható, megerősítve, hogy ez nem csupán egy újabb szakasza korábbi turnéjának. Első állomásként a hannoveri Expo-Gelände-ba látogatott volna el, logisztikai okok miatt később törölték a koncertet. 2009 decemberében újabb információk láttak napvilágot, ezek szerint Pink számos fesztiválon fog megjelenni új turnéjával.

## Előzenekarok
- Gossip (Egyesült Királyság)
- The Ting Tings (Egyesült Királyság)
- Paolo Nutini (Németország
- Evermore (Németország)
- Stanfour (Németország)
- Butch Walker és a Black Widows (Európa)
- Takida & Good Charlotte (Svédország)
- PMMP (Helsinki)
- Silbermond (Európa)
- City and Colour (Anglia)
- Nik & Jay (Koppenhága)
- The Raveonettes (Koppenhága)
- OneRepublic (Innsbruck)
- Nikka Costa (Innsbruck, Stadtallendorf)
- VV Brown (Anglia & Skócia)
- Hockey (Dublin, Limerick, Anglia)
- Mumiy Troll (Oroszország)
- Good Charlotte (Európa)
- Vadel (Franciaország)

## Dallista
1. "Get The Party Started"
2. "Funhouse"
3. "Ave Mary A"
4. "Who Knew"
5. "Bad Influence"
6. "Just Like A Pill"
7. "Please Don't Leave Me"
8. "Sober"
9. "I'm Not Dead"
10. "Unwind"
11. "I Don't Believe You"1
12. "Dear Mr. President"1
13. "Mean" (közreműködik Butch Walker)
14. Egyveleg: (közreműködik Butch Walker)
  1. "My Generation"
  2. "Basket Case"
  3. "Roxanne"
15. "What's Up"1
16. "Whataya Want from Me"1
17. "Try Too Hard"
18. "U + Ur Hand"
19. "Leave Me Alone (I'm Lonely)"

Ráadás:
1. "So What"

1alkalmanként
Forrás:

### Érdekességek
- A turné során az énekesnő előadta a "Whataya Want from Me" című dalt. A dalt Max Martin, Pink és Karl Schuster írta 2008-ban, eredetileg a Funhouse album részeként. Végül Adam Lambert amerikai énekes For Your Entertainment című albumára került fel. A sunderlandi koncert óta a dal le lett cserélve a "What's Up"-ra.
- A landgraafi koncerten Pink a "Roxanne" helyett Tom Petty "Free Fallin'" című dalát adta elő.
- A heilbronni koncert óta felkerült a listára az "I Don't Believe You" és a "Dear Mr. President". Ugyanezen koncerten a "Just Like a Pill" a "Bad Influence" után került előadásra.
- Az arrasi show alatt a "Please Don't Leave Me", az "Unwind", a "Whataya Want From Me" és a "U + Ur Hand"  nem került előadásra.
- A linzi koncerten a "Whataya Want From Me" és a "Try Too Hard" nem került előadásra.
- A nürnbergi koncert során, a "So What" előadása elején az énekesnőt nem sikerült megfelelően rögzíteni az akrobatikus elemekhez szükséges hámhoz, így a kábel lerántotta a színpadról a mellette található kordonokra. A koncert abbamaradt, Pinket kórházba szállították. Az énekesnő Twitter oldalán elnézést kért és megnyugtatta rajongóit, hogy nem történt komolyabb sérülése.
- A salemi és szentpétervári koncert során a "So What" előadása alatt elmaradt a szokásos akrobatikus mutatvány.

## Turné állomások
| Dátum            | Város          | Ország         | Helyszín                         | Fesztivál                   |
| ---------------- | -------------- | -------------- | -------------------------------- | --------------------------- |
| Európa           |                |                |                                  |                             |
| 2010. május 29.  | Köln           | Németország    | RheinEnergieStadion              |                             |
| 2010. május 30.  | Landgraaf      | Hollandia      | Megaland Landgaaf                | 2010 Pinkpop Festival       |
| 2010. június 2.  | Heilbronn      | Németország    | Frankenstadion                   |                             |
| 2010. június 3.  | Stadtallendorf | Németország    | Hessentagsarena Open Air Gelände | Hessentag Festival          |
| 2010. június 5.  | Innsbruck      | Ausztria       | Außenanlagen                     |                             |
| 2010. június 6.  | München        | Németország    | Olympia Reitstadion Riem         |                             |
| 2010. június 8.  | Berlin         | Németország    | Waldbühne                        |                             |
| 2010. június 11. | Sunderland     | Anglia         | Stadium of Light                 |                             |
| 2010. június 12. | Bolton         | Anglia         | Reebok Stadium                   |                             |
| 2010. június 13. | Newport        | Anglia         | Seaclose Park                    | Isle of Wight Festival      |
| 2010. június 16. | Belfast        | Észak-Írország | King's Hall Complex Grounds      |                             |
| 2010. június 19. | Dublin         | Írország       | RDS Arena                        |                             |
| 2010. június 20. | Limerick       | Írország       | Thomond Park                     |                             |
| 2010. június 23. | Swansea        | Wales          | Liberty Stadium                  |                             |
| 2010. június 24. | Coventry       | Anglia         | Ricoh Arena                      |                             |
| 2010. június 26. | Glasgow        | Skócia         | Hampden Park                     |                             |
| 2010. június 27. | Alton          | Anglia         | Alton Towers                     |                             |
| 2010. június 29. | Ipswich        | Anglia         | Portman Road                     |                             |
| 2010. július 2.  | London         | Anglia         | Hyde Park                        | 2010 Wireless Festival      |
| 2010. július 3.  | Werchter       | Belgium        | Werchter Festival Grounds        | 2010 Rock Werchter Festival |
| 2010. július 4.  | Arras          | Franciaország  | Citadelle d'Arras                | Main Square Festival        |
| 2010. július 6.  | Nîmes          | Franciaország  | Arena of Nîmes                   | Festival de Nîmes           |
| 2010. július 8.  | Linz           | Austria        | Linzer Stadion                   |                             |
| 2010. július 10. | Bern           | Svájc          | Stade de Suisse                  |                             |
| 2010. július 12. | Locarno        | Svájc          | Piazza Grande                    | Moon and Stars Festival     |
| 2010. július 13. | Nizza          | Franciaország  | Stade Charles-Ehrmann            |                             |
| 2010. július 15. | Nürnberg       | Németország    | EasyCredit-Stadion               |                             |
| 2010. július 16. | Salem          | Németország    | Schloß Salem                     | Salem Open Airs 2010        |
| 2010. július 18. | Szentpétervár  | Oroszország    | Saint Petersburg TV Tower        | Tuborg GreenFest            |
| 2010. július 20. | Prága          | Csehország     | Synot Tip Arena                  |                             |
| 2010. július 21. | Helsinki       | Finnország     | Kaisaniemi Park                  |                             |
| 2010. július 23. | Göteborg       | Svédország     | Ullevi Stadium                   |                             |
| 2010. július 24. | Koppenhága     | Dánia          | Parken Stadion                   |                             |
| 2010. július 25. | Kristiansand   | Norvégia       | Odderøya Amfi                    | Odderøya Live               |

## Fordítás
- Ez a szócikk részben vagy egészben  a   Funhouse Summer Carnival Tour című angol Wikipédia-szócikk fordításán alapul.  Az eredeti cikk szerkesztőit annak laptörténete sorolja fel. Ez a jelzés csupán a megfogalmazás eredetét és a szerzői jogokat jelzi, nem szolgál a cikkben szereplő információk forrásmegjelöléseként.